# Visočica (montagne)
Les monts Visočica sont situés en Bosnie-Herzégovine, dans les Alpes dinariques. Culminant à 1 965 mètres d'altitude au Džamija (la « mosquée »), à l'est de la municipalité de Konjic, ils font partie du même groupe montagneux que la Bjelašnica et le mont Igman.
Ils se situent à l'ouest de la Ljuta, à l'est et au sud de la Rakitnica et au nord du plateau de Bjelimici et de la Neretva. La profonde vallée du Veliko Jezero coupe le massif en deux, du sud-est au nord-ouest, tandis que la vallée de la Kolijevka commence au nord-est au Mandin Do (1 700 m) et s'enfonce vers le sud-ouest.
Au nord se trouvent les crêtes de Spionik, Kaoci, Vito et Toholj, au sud Ljeljen et Dzamija, à l'ouest Ivica et Gruscanska Gora, à l'est Lucka Gora, Glatko, Kom, Crveni Kuk et Puzim.
Le massif est inhabité ; seuls quelques bergers des villages comme Grušča s'installent sur ses versants durant l'été.